# Warszawski Okręg Stołeczny

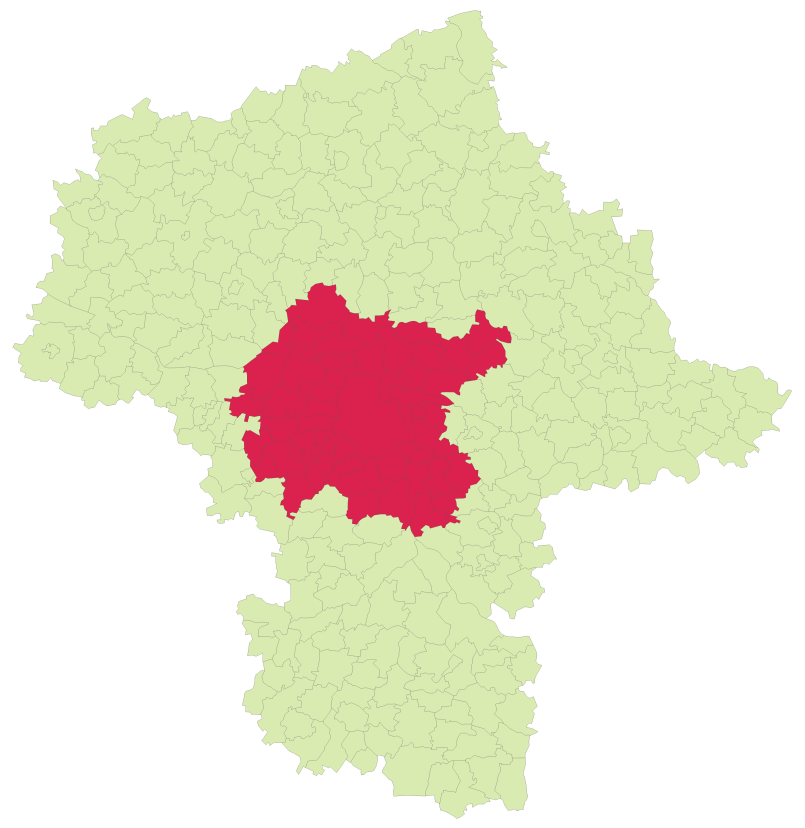
Gminy, które miały wejść w skład Warszawskiego Okręgu Stołecznego

Warszawski Okręg Stołeczny (WOS) – nazwa jaką miał nosić nowy powiat powstały w wyniku połączenia Warszawy i gmin sąsiednich w jedną jednostkę administracyjną. Powiat miał obejmować swym zasięgiem 59 gmin, i miał być największym powiatem w Polsce. 
Propozycja powołania tego powiatu pojawiła się dwukrotnie w Sejmie w 2000, lecz nie zyskała poparcia.